# قاضی (عنوان)
قاضی (انگلیسی: Magistrate)، در انواع نظام‌های حکومتی و حقوقی برای اشاره به یک مأمور غیرنظامی که قانون را اجرا می‌کند، استفاده می‌شود. در روم باستان، قاضی یکی از بالاترین مقامات دولتی بود و هم قدرت قضایی و هم قدرت اجرایی داشت. در سایر نقاط جهان، مانند چین، قاضی کلمه‌ای است که به شخصی که مسئول اداره یک منطقه جغرافیایی خاص است، گفته می‌شود. امروزه، در برخی از حوزه‌های قضایی، قاضی یک مأمور قضایی است که پرونده‌ها را در دادگاه بدوی رسیدگی می‌کند و معمولاً به امور جزئی‌تر یا مقدماتی‌تر رسیدگی می‌کند. در سایر حوزه‌های قضایی (به عنوان مثال، انگلستان و ولز)، قضات معمولاً داوطلبان آموزش‌دیده‌ای هستند که برای رسیدگی به امور کیفری و مدنی در مناطق محلی خود منصوب می‌شوند.